# Rajec (Brežice, Slovenija)
Rajec je naselje u Općini Brežice u istočnoj Sloveniji. Rajec se nalazi u pokrajini Dolenjskoj i statističkoj regiji Donjoposavskoj. 

## Stanovništvo
Prema popisu stanovništva iz 2002. godine Rajec je imao 83 stanovnika.

### Etnički sastav
1991. godina:
- Slovenci: 66 (72,5%)
- Hrvati: 21 (23,1%)
- Nepoznato: 4 (4,4%)